# خالد المصلح
خالد بن عبد الله بن محمد المصلح (ولد في مدينة مكة سنة 1385 هـ / 1965 م) هو مفتي وأستاذ للفقه بكلية الشريعة بجامعة القصيم في السعودية، وهو إمام وخطيب جامع العليا بمحافظة عنيزة -سابقًا- في القصيم. ورئيس لجنة طلبة العلم في جامع الشيخ ابن عثيمين، وعضو اللجنتين العلمية والإعلامية في التوعية في الحج، وعضو رابطة العالم الإسلامي وغيرها من العضويات، ومفتي في برنامج يستفتونك على قناة الرسالة. ويعود نسبة الى الوسدة من بني سالم من قبيلة حرب.

## ولادته
ولد في مكة عام 1385 من الهجرة النبوية.

## حياته الخاصة
تزوج من ابنة محمد بن صالح العثيمين سنة 1407.

## طلبه للعلم
بدأ التلقي عن الشيخ محمد بن صالح العثيمين من عام 1403 هـ ثم لازمه من عام 1408هـ إلى وفاته وكان قد صاهره عام 1407هـ، وقد قرأ عليه في التفسير والحديث وأصول الدين والفقه والأصول واللغة وهو واحد من ثلاثة استخلفهم ابن عثيمين في التدريس في حلقته في الجامع الكبير بعنيزة فعهد إليه بتدريس التفسير وأصول الدين.
وقد درس في الجامع في حياة ابن عثيمين في علميّ العقيدة والفقه وقد أوكل إليه مع الشيخ عبدالرحمن الدهش رعاية شؤون الطلبة وتوجيههم منذ عام 1415 هـ واستمر ذلك إلى وفاته وأوصى به بعد موته. كما قرأ على الشيخ عبد الله بن عبد الرحمن البسام والشيخ عبد العزيز المساعد في الفقه وعلى الشيخ علي بن محمد الزامل في النحو والأدب في جلسات عامة وخاصة وعلى الشيخ عبدالله بن صالح الفالح في النحو كما قرأ القرآن الكريم على الشيخ محمد بن سلمان السلمان كما استفاد من الشيخ عبدالعزيز بن عبد الله بن باز والشيخ محمد ناصر الدين الألباني من خلال الأسئلة والاتصال.

## تعليمه النظامي ودراسته العلمية
حصل على بكالوريوس في نظم المعلومات في كلية الإدارة الصناعية من جامعة الملك فهد للبترول والمعادن. بعد ذلك التحق بكلية الشريعة التابعة لجامعة الإمام محمد بن سعود الإسلامية فرع القصيم وحصل منها على البكالوريوس. بعد ذلك حصل على الماجستير لرسالته بعنوان «الحوافز المرغبة في الشراء وأحكامها في الفقه الإسلامي»،(1) ثم على الدكتوراة في الفقه من رسالته بعنوان «أحكام التضخم النقدي في الفقه الإسلامي».
حفظ القرآن الكريم على يد محمد بن سلمان السلمان، وفي سنة 1403 هـ بدأ دراسته لدى محمد بن صالح العثيمين وفي سنة 1408 هـ أصبح ملازماً له، وقرأ عليه في التفسير والحديث وأصول الدين والفقه والأصول واللغة. قرأ الفقه على كل من الشيخ عبد الله بن عبد الرحمن البسام والشيخ عبد العزيز بن علي المساعد. قرأ في النحو والأدب على الشيخ علي بن محمد الزامل، وقرأ في النحو على عبد الله بن صالح الفالح، كما تواصل مع الشيخين عبد العزيز بن باز ومحمد الألباني.

## التأليف والتحقيق
له العديد من الكتب والتحقيقات والشروح منها:
1. «الأطعمة المعدلة وراثياً - رؤية شرعية».
2. «رؤية شرعية في تحديد سن ابتداء الزواج».
3. «هدايا العمال والموظفين ضوابطها وتطبيقاتها المعاصرة».
4. «إخبار الطبيب أحد الزوجين بنتائج الفحوص الطبية للآخر - رؤية شرعية».
5. «التسويق الشبكي رؤية شرعية».
6. «النوازل الفقهية عند الشيخ ابن عثيمين - دراسة تأصيلية تطبيقية».
7. «الحلول المقترحة لحل مشكلة الأراضي البيضاء - رؤية شرعية».
8. «أحكام الإحداد».
9. شرح «العقيدة الواسطية» من كلام شيخ الإسلام ابن تيمية.
10. تحقيق: شرح منظومة «القواعد الفقهية» للشيخ السعدي.
11. «رؤية شرعية في تحديد سن ابتداء الزواج».
12. «شرح العقيدة الطحاوية».
13. «شرح الورقات في أصول الفقه».
14. «حصاد المنابر».

## الهوامش
1 طبعت بعنوان «الحوافز التجارية التسويقية وأحكامها في الفقه الإسلامي».